# بایان‌دلگر (توف)
شهرستان بایان‌دِلگِر (به زبان مغولی: Баяндэлгэр сум، [Bajandelger sum]؛ ᠪᠠᠶ᠋ᠠᠨ ᠳᠡᠯᠭᠡᠷ ᠰᠤᠮᠤ، [bayan delger sumu]) یک شهرستان (سُوم) در مغولستان است که در استان توف واقع شده‌است.

## تقسیمات اداری
شهرستان بایان‌دِلگِر متشکل از ۳ قصبه (باغ) می‌باشد، شامل:
- بایلداغ (مغولی: Байдлаг баг، [Bajldag bag]؛ ᠪᠠᠶᠢᠯᠳᠤᠭ᠎ᠠ ᠪᠠᠭ، [bayilduɣ-a baɣ])
- غالوت (مغولی: Галуут баг، [Galuut bag]؛ ᠭᠠᠯᠠᠭᠲᠤ ᠪᠠᠭ، [ɣalaɣtu baɣ])